# Campionato europeo di taekwondo 1990
L'VIII Campionato Europeo di Taekwondo si è disputato ad Aarhus, in Danimarca, tra il 18 e il 21 ottobre 1990.

## Medagliati

### Maschile
| Specialità | Oro                          | Argento                      | Bronzo                                                 |
| -50 kg     | Gergely Salim Danimarca      | Cihat Kutluca Turchia        | Salah Abousaid Francia / Thomas Hermann Germania       |
| 54 kg      | Josef Salim Danimarca        | Thierry Degrenga Francia     | Ekrem Boyalı Turchia / Franciso Hernán Spagna          |
| 58 kg      | Michael Østergaard Danimarca | Domenico D'Alise Italia      | Ángel Alonso Spagna / Alberto Kleber Paesi Bassi       |
| 64 kg      | Musa Cicek Germania          | Sadık Oflu Turchia           | Tommy Mortensen Danimarca / Hubert Sinègre Francia     |
| 70 kg      | Georg Streif Germania        | Eleftherios Glanias Grecia   | Timo Karjalainen Finlandia / Enrique Mendoza Spagna    |
| 76 kg      | Antonio Pérez Acevedo Spagna | Osman Şener Özsoy Turchia    | Nico Forsberg Svezia / Marcello Pezzolla Italia        |
| 83 kg      | Metin Şahin Turchia          | Leendert Verwaij Paesi Bassi | Lennox Carty Regno Unito / Robert Tomašević Jugoslavia |
| +83 kg     | Ali Şahin Turchia            | Tonny Sørensen Danimarca     | Nebojsa Ciric Paesi Bassi / Ivan Radoš Jugoslavia      |

### Femminile
| Specialità | Oro                              | Argento                       | Bronzo                                                |
| -43 kg     | Arzu Ceylan Turchia              | Helle Panzieri Danimarca      | Sabrina Agarbati Italia / María Rosa Moreno Spagna    |
| 47 kg      | Serpil Gür Turchia               | Piera Muggiri Italia          | Loles Ballester Spagna / Aleka Frantzi Grecia         |
| 51 kg      | Anne Mette Christensen Danimarca | Raquel Palacios Spagna        | Triantafillia Karasiouna Grecia / Döndü Şahin Turchia |
| 55 kg      | Sarah Maitimu Paesi Bassi        | Idoya Jiménez Spagna          | Sibel Dinçer Turchia / Yvonne Tillmann Germania       |
| 60 kg      | Ziyada Boztepe Turchia           | Judith Pirchmoser Austria     | Elena Benítez Spagna / Patricia Reynolds Francia      |
| 65 kg      | Coral Bistuer Spagna             | Kirsimarja Koskinen Finlandia | Brigitte Gefroy Francia / Şeyda Sarafoğlu Turchia     |
| 70 kg      | Angelika Pastorelli Italia       | Gunhild Wallden Norvegia      | Yahzi Hava Turchia / Veera Liukkonen Finlandia        |
| +70 kg     | Bettina Hipf Germania            | Mine Arduç Turchia            | Gethemani Orfanidou Grecia / Anna Widehov Svezia      |

## Medagliere
| Posizione | Paese       | Oro | Argento | Bronzo | Totale |
| --------- | ----------- | --- | ------- | ------ | ------ |
| 1         | Turchia     | 5   | 4       | 5      | 14     |
| 2         | Danimarca   | 4   | 2       | 1      | 7      |
| 3         | Germania    | 3   | 0       | 2      | 5      |
| 4         | Spagna      | 2   | 2       | 6      | 10     |
| 5         | Italia      | 1   | 2       | 2      | 5      |
| 6         | Paesi Bassi | 1   | 1       | 2      | 4      |
| 7         | Francia     | 0   | 1       | 4      | 5      |
| 8         | Grecia      | 0   | 1       | 3      | 4      |
| 9         | Finlandia   | 0   | 1       | 2      | 3      |
| 10        | Austria     | 0   | 1       | 0      | 1      |
| 10        | Norvegia    | 0   | 1       | 0      | 1      |
| 12        | Svezia      | 0   | 0       | 2      | 2      |
| 12        | Jugoslavia  | 0   | 0       | 2      | 2      |
| 14        | Regno Unito | 0   | 0       | 1      | 1      |
|           | TOTALE      | 16  | 16      | 32     | 64     |